# Dieciocho
Dieciocho (lit. ‘Díhuit’) és una sèrie de televisió espanyola de drama juvenil dirigida per Hammudi Al-Rahmoun Font i Damià Serra Cauchetiez i escrita per Pau Escribano i Damià Serra Cauchetiez. Inclou diàlegs en castellà, valencià i àrab.
Consta de sis episodis amb una durada mitjana de 30 minuts i va debutar a RTVE Play el 23 d'octubre de 2024. Es va emetre a À Punt des del 3 de novembre de 2024.
Ambientada al País Valencià i a les Illes Canàries, la trama explora la relació amorosa entre en Moha (un marroquí tutelat) i la Cèlia (condemnada a treballs comunitaris) des que coincideixen a la cuina d'un restaurant.
La sèrie la van produir Little Dreams Films AIE, Set Màgic Audiovisual, The Fly Hunter i Empatic Films per a RTVE Play amb la participació d'À Punt Mèdia i IB3. Va comptar amb el finançament de Crea SGR, amb el suport de l'Institut Valencià de Cultura i la col·laboració de Canary Islands Film, un departament del Govern de Canàries.

## Repartiment
- Maël Rouin-Berrandou com a Moha[2]
- Alícia Falcó com a Cèlia[2]
- María Poquet com a Ester[6]
- Ann Perelló com a Sandra[6]
- Josep Tosar com el comissari Ibáñez[6]
- Roberto Hoyo com a Matías[6]
- Abdelatif Hwidar[6]
- Tarik Rmili[4]